# Carrer de Jovellanos
El carrer de Jovellanos és una via urbana del barri del Raval de Barcelona, que va del carrer dels Tallers fins al de Pelai. Deu el seu nom a l'escriptor Gaspar Melchor de Jovellanos.

## Història
El 1861 es van posar en venda les finques núms. 34 al 42 del carrer dels Tallers, propietat dels hereus del gerrer Josep Argemir i Òdena, les qual foren adquirides l'any següent pel promotor Simó Coll i Alzamora per 34.000 duros. Coll també adquirí una porció dels terrenys de l'antiga Muralla de Terra, i el 1864 va demanar permís per a enderrocar-les i obrir un nou carrer, segons el projecte de l'arquitecte Carles Gauran. Tot seguit, va demanar permís per a construir-hi un nou edifici a la cantonada occidental, projectat pel mestre d'obres Felip Ubach i que el 1866 vendria a Víctor de Compte i Ferran.
Al núm. 32 del carrer dels Tallers hi havia una casa-fàbrica propietat del comerciant de drogues i productes químics Josep Vidal i Ribas, que el 1859 va demanar permís per a fer-hi reformes, segons el projecte del mateix Gauran. S'hi va instal·lar la fàbrica de productes químics de Joaquim Amigó i Cia, empresa a la qual participava Vidal i Ribas. El 1870, el seu fill Emili Vidal-Ribas i Torrents va demanar permís per a enderrocar-la i construir-hi un nou edifici a la cantonada oriental amb el carrer de Jovellanos, segons el projecte del mestre d'obres Jeroni Granell i Barrera.